# Mejor quinteto de la Eurocup
El Mejor quinteto de la Eurocup es un galardón anual de la EuroCup, la competición internacional de baloncesto de clubes a nivel europeo, un nivel inferior a la Euroliga de primer nivel. Es un premio para los diez mejores jugadores de cada temporada de la competición. El premio se creó en la temporada 2008-09.

## Criterio de selección
El Equipo Ideal de la Eurocup fue seleccionado inicialmente por un panel de expertos de baloncesto de la liga, desde la temporada 2008-09 hasta la 2015-16. A partir de la temporada 2016-17, se incorporó la votación en línea de los aficionados al proceso de selección del premio.

## Ganadores

### Ganadores antes del voto de los aficionados
| Temporada | Ref.        | Pos. | Primer equipo        | Primer equipo             | Segundo equipo        | Segundo equipo            |
| Temporada | Ref.        | Pos. | Jugador              | Equipo                    | Jugador               | Equipo                    |
| --------- | ----------- | ---- | -------------------- | ------------------------- | --------------------- | ------------------------- |
| 2008–09   | [ 2 ]       | B    | Chuck Eidson         | Lietuvos Rytas            | Khalid El-Amin        | Azovmash Mariupol         |
| 2008–09   | [ 2 ]       | E    | Kelly McCarty        | BC Khimki                 | Gary Neal             | Benetton Basket           |
| 2008–09   | [ 2 ]       | A    | Boštjan Nachbar      | Dynamo Moscow             | Travis Hansen         | Dynamo Moscow             |
| 2008–09   | [ 2 ]       | AP   | Todor Gečevski       | KK Zadar                  | Matt Nielsen          | Pamesa Valencia           |
| 2008–09   | [ 2 ]       | P    | Marko Banić          | Iurbentia Bilbao          | Sandro Nicević        | Benetton Basket           |
| 2009–10   | [ 3 ]       | B    | Nando De Colo        | Power Electronics         | Arthur Lee            | CEZ Nymburk               |
| 2009–10   | [ 3 ]       | E    | Devin Smith          | Panellinios BC            | Dijon Thompson        | Hapoel Jerusalem          |
| 2009–10   | [ 3 ]       | A    | Immanuel McElroy     | Alba Berlin               | Kostas Charalampidis  | Panellinios BC            |
| 2009–10   | [ 3 ]       | AP   | Matt Nielsen (2)     | Power Electronics         | Blagota Sekulić       | Alba Berlin               |
| 2009–10   | [ 3 ]       | P    | Marko Banić (2)      | Bizkaia Bilbao Basket     | James Augustine       | Gran Canaria 2014         |
| 2010–11   | [ 4 ]       | B    | Dontaye Draper       | Cedevita Zagreb           | Bracey Wright         | Cedevita Zagreb           |
| 2010–11   | [ 4 ]       | E    | Terrell Lyday        | Unics                     | Dwayne Anderson       | BG Goettingen             |
| 2010–11   | [ 4 ]       | A    | Devin Smith (2)      | Benetton Bwin             | Kelly McCarty (2)     | Unics                     |
| 2010–11   | [ 4 ]       | AP   | Tariq Kirksay        | Cajasol Sevilla           | Nik Caner-Medley      | Asefa Estudiantes         |
| 2010–11   | [ 4 ]       | P    | Maciej Lampe         | Unics                     | Paul Davis            | Cajasol Sevilla           |
| 2011–12   | [ 5 ] [ 6 ] | B    | Patrick Beverley     | Spartak SPB               | Yotam Halperin        | Spartak SPB               |
| 2011–12   | [ 5 ] [ 6 ] | E    | Zoran Planinić       | BC Khimki                 | Ramel Curry           | BC Donetsk                |
| 2011–12   | [ 5 ] [ 6 ] | A    | Renaldas Seibutis    | Lietuvos Rytas            | Pavel Pumprla         | CEZ Nymburk               |
| 2011–12   | [ 5 ] [ 6 ] | AP   | Nik Caner-Medley (2) | Valencia Basket           | Jeremiah Massey       | Lokomotiv Kuban           |
| 2011–12   | [ 5 ] [ 6 ] | P    | Jonas Valančiūnas    | Lietuvos Rytas            | Bojan Dubljević       | KK Budućnost VOLI         |
| 2012–13   | [ 7 ]       | B    | Nick Calathes        | Lokomotiv Kuban           | Walter Hodge          | Stelmet Zielona Gora      |
| 2012–13   | [ 7 ]       | E    | Malcolm Delaney      | BC Budivelnyk Kiev        | Chuck Eidson (2)      | Unics Kazan               |
| 2012–13   | [ 7 ]       | A    | Justin Doellman      | Valencia Basket           | Derrick Brown         | Lokomotiv Kuban           |
| 2012–13   | [ 7 ]       | AP   | Kostas Vasileiadis   | Uxue Bilbao Basket        | Lamont Hamilton       | Uxue Bilbao Basket        |
| 2012–13   | [ 7 ]       | P    | John Bryant          | ratiopharm Ulm            | Loukas Mavrokefalidis | Spartak SPB               |
| 2013–14   | [ 8 ]       | B    | DeMarcus Nelson      | Crvena Zvezda             | Yotam Halperin (2)    | Hapoel Jerusalem          |
| 2013–14   | [ 8 ]       | E    | Andrew Goudelock     | Unics Kazan               | Reggie Redding        | Alba Berlin               |
| 2013–14   | [ 8 ]       | A    | Dijon Thompson (2)   | Nizhny Novgorod           | Caleb Green           | Dinamo Sassari            |
| 2013–14   | [ 8 ]       | AP   | Justin Doellman (2)  | Valencia BC               | Darjuš Lavrinovič     | BC Budivelnik Kiev        |
| 2013–14   | [ 8 ]       | P    | Vladimir Golubović   | TED Ankara                | Bojan Dubljević (2)   | Valencia BC               |
| 2014–15   | [ 9 ]       | B    | Tyrese Rice          | Khimki Moscow Region      | Bobby Dixon           | Pinar Karsiyaka Izmir     |
| 2014–15   | [ 9 ]       | E    | Petteri Koponen      | Khimki Moscow Region      | Keith Langford        | Unics Kazan               |
| 2014–15   | [ 9 ]       | A    | Sammy Mejia          | Banvit Bandirma           | Kyle Kuric            | Herbalife Gran Canaria    |
| 2014–15   | [ 9 ]       | AP   | Derrick Brown (2)    | Lokomotiv Kuban Krasnodar | Anthony Randolph      | Lokomotiv Kuban Krasnodar |
| 2014–15   | [ 9 ]       | P    | Walter Tavares       | Herbalife Gran Canaria    | Sharrod Ford          | Paris Levallois           |
| 2015–16   | [ 10 ]      | B    | Errick McCollum      | Galatasaray               | Kevin Pangos          | Herbalife Gran Canaria    |
| 2015–16   | [ 10 ]      | E    | Mardy Collins        | Strasbourg IG             | Victor Rudd           | Nizhny Novgorod           |
| 2015–16   | [ 10 ]      | A    | Vladimir Micov       | Galatasaray               | Mateusz Ponitka       | Stelmet Zielona Góra      |
| 2015–16   | [ 10 ]      | AP   | Davide Pascolo       | Aquila Basket Trento      | Julian Wright         | Aquila Basket Trento      |
| 2015–16   | [ 10 ]      | P    | Alen Omić            | Herbalife Gran Canaria    | Stephane Lasme        | Galatasaray               |

### Ganadores después del voto de los aficionados
| Temporada | Ref.          | Pos.                | Primer equipo       | Primer equipo            | Segundo equipo         | Segundo equipo           |
| Temporada | Ref.          | Pos.                | Jugador             | Equipo                   | Jugador                | Equipo                   |
| --------- | ------------- | ------------------- | ------------------- | ------------------------ | ---------------------- | ------------------------ |
| 2016–17   | [ 11 ] [ 12 ] | B                   | Curtis Jerrells     | Hapoel Jerusalem         | Kyle Fogg              | Unicaja Málaga           |
| 2016–17   | [ 11 ] [ 12 ] | E                   | Alekséi Shved       | Khimki                   | Kyle Kuric (2)         | Herbalife Gran Canaria   |
| 2016–17   | [ 11 ] [ 12 ] | A                   | Mardy Collins (2)   | Lokomotiv Kuban          | Fernando San Emeterio  | Valencia Basket          |
| 2016–17   | [ 11 ] [ 12 ] | AP                  | Dejan Musli         | Unicaja Málaga           | Amar'e Stoudemire      | Hapoel Jerusalem         |
| 2016–17   | [ 11 ] [ 12 ] | P                   | Bojan Dubljević (3) | Valencia Basket          | Maximilian Kleber      | Bayern de Múnich         |
| 2017–18   | [ 13 ] [ 14 ] | B                   | Quino Colom         | UNICS Kazan              | Nikola Ivanović        | Budućnost                |
| 2017–18   | [ 13 ] [ 14 ] | E                   | Scottie Wilbekin    | Darüşşafaka              | Kyle Kuric (3)         | Zenit Saint Petersburg   |
| 2017–18   | [ 13 ] [ 14 ] | A                   | Amedeo Della Valle  | Reggiana                 | Dmitry Kulagin         | Lokomotiv Kuban          |
| 2017–18   | [ 13 ] [ 14 ] | AP                  | Ryan Broekhoff      | Lokomotiv Kuban          | JaJuan Johnson         | Darüşşafaka              |
| 2017–18   | [ 13 ] [ 14 ] | P                   | Devin Booker        | Bayern de Múnich         | Ondřej Balvín          | Gran Canaria             |
| 2018–19   |               | B                   | Andrew Albicy       | MoraBanc Andorra         | Pierria Henry          | UNICS Kazan              |
| 2018–19   | E             | Errick McCollum (2) | UNICS Kazan         | Sam Van Rossom           | Valencia               |                          |
| 2018–19   | A             | Rokas Giedraitis    | Alba Berlin         | Dylan Ennis              | MoraBanc Andorra       |                          |
| 2018–19   | AP            | Luke Sikma          | Alba Berlin         | Mathias Lessort          | Unicaja Málaga         |                          |
| 2018–19   | P             | Bojan Dubljević (4) | Valencia            | Miro Bilan               | ASVEL Villeurbanne     |                          |
| 2020–21   | [ 15 ] [ 16 ] | B                   | Miloš Teodosić      | Virtus Segafredo Bologna | Mantas Kalnietis       | Lokomotiv Kuban          |
| 2020–21   | [ 15 ] [ 16 ] | E                   | Jamar Smith         | UNICS Kazan              | Jaka Blažič            | Cedevita Olimpija        |
| 2020–21   | [ 15 ] [ 16 ] | A                   | Isaïa Cordinier     | Nanterre 92              | Anthony Brown          | Metropolitans 92         |
| 2020–21   | [ 15 ] [ 16 ] | AP                  | Mathias Lessort (2) | AS Mónaco                | John Brown             | UNICS Kazan              |
| 2020–21   | [ 15 ] [ 16 ] | P                   | Willie Reed         | Budućnost                | Vince Hunter           | Virtus Segafredo Bologna |
| 2021–22   | [ 17 ] [ 18 ] | B                   | Miloš Teodosić (2)  | Virtus Segafredo Bologna | Kevin Punter           | Partizan                 |
| 2021–22   | [ 17 ] [ 18 ] | E                   | Will Cummings       | Metropolitans 92         | Jaka Blažič (2)        | Cedevita Olimpija        |
| 2021–22   | [ 17 ] [ 18 ] | A                   | Derek Needham       | Frutti Extra Bursaspor   | Semaj Christon         | ratiopharm Ulm           |
| 2021–22   | [ 17 ] [ 18 ] | AP                  | Jaron Blossomgame   | ratiopharm Ulm           | Caleb Homesley         | Hamburg Towers           |
| 2021–22   | [ 17 ] [ 18 ] | P                   | Mam Jaiteh          | Virtus Segafredo Bologna | Bojan Dubljević (5)    | Valencia Basket          |
| 2022–23   | [ 19 ] [ 20 ] | B                   | Jerian Grant        | Türk Telekom B. K.       | J'Covan Brown          | Hapoel Tel Aviv B.C.     |
| 2022–23   | [ 19 ] [ 20 ] | E                   | D. J. Stephens      | SC Prometey              | Onuralp Bitim          | Frutti Extra Bursaspor   |
| 2022–23   | [ 19 ] [ 20 ] | A                   | Axel Bouteille      | Türk Telekom B. K.       | Sam Dekker             | London Lions             |
| 2022–23   | [ 19 ] [ 20 ] | AP                  | John Shurna         | Gran Canaria             | Bruno Caboclo          | ratiopharm Ulm           |
| 2022–23   | [ 19 ] [ 20 ] | P                   | Ante Tomić          | Joventut Badalona        | Tyrique Jones          | Türk Telekom B. K.       |
| 2023–24   | [ 21 ]        | B                   | T. J. Shorts        | Paris Basketball         | Andrés Feliz           | Joventut                 |
| 2023–24   | [ 21 ]        | E                   | Matt Morgan         | London Lions             | Patrick Richard        | U-BT Cluj-Napoca         |
| 2023–24   | [ 21 ]        | A                   | Isiaha Mike         | JL Bourg                 | Nadir Hifi             | Paris Basketball         |
| 2023–24   | [ 21 ]        | AP                  | Trevion Williams    | Ratiopharm Ulm           | Deividas Sirvydis      | Lietkabelis              |
| 2023–24   | [ 21 ]        | P                   | Gabriel Olaseni     | London Lions             | Emanuel Cățe           | U-BT Cluj-Napoca         |
| 2024–25   | [ 22 ] [ 23 ] | B                   | Jared Harper        | Hapoel Jerusalem         | Zavier Simpson         | U-BT Cluj-Napoca         |
| 2024–25   | [ 22 ] [ 23 ] | E                   | Jean Montero        | Valencia                 | Anthony Brown (2)      | Türk Telekom             |
| 2024–25   | [ 22 ] [ 23 ] | A                   | Jaleen Smith        | Bahçeşehir Koleji        | Xabier López-Arostegui | Valencia                 |
| 2024–25   | [ 22 ] [ 23 ] | AP                  | Johnathan Motley    | Hapoel Tel Aviv          | Semi Ojeleye           | Valencia                 |
| 2024–25   | [ 22 ] [ 23 ] | P                   | Mfiondu Kabengele   | Reyer Venezia            | Devin Robinson         | Cedevita Olimpija        |